# جيمس لوتون
جيمس لوتون (بالإنجليزية: James Lawton)‏ هو كاتب بريطاني، ولد في 28 يوليو 1943 في Flintshire ‏ في المملكة المتحدة، وتوفي في 27 سبتمبر 2018 في إيطاليا.